# سیارک ۸۵۳۰۸
سیارک ۸۵۳۰۸ (به انگلیسی: 85308 Atsushimori، نامگذاری:1994WG4) هشتاد و پنج هزار و سیصد و هشتمین سیارک کشف شده‌است که در ۳۰ نوامبر ۱۹۹۴ کشف شد.